# 3I/ATLAS
3I/ATLAS (także: C/2025 N1 (ATLAS), oznaczenie tymczasowe A11pl3Z) – międzygwiazdowa kometa (jednopojawieniowa) odkryta w programie badawczym Asteroid Terrestrial-impact Last Alert System (ATLAS) w Río Hurtado w Chile 1 lipca 2025 r., kiedy znajdowała się w odległości około 4,5 au od Słońca (około 670 mln km). Jest to trzeci potwierdzony obiekt międzygwiazdowy, po 1I/ʻOumuamua i 2I/Borisov.

## Orbita

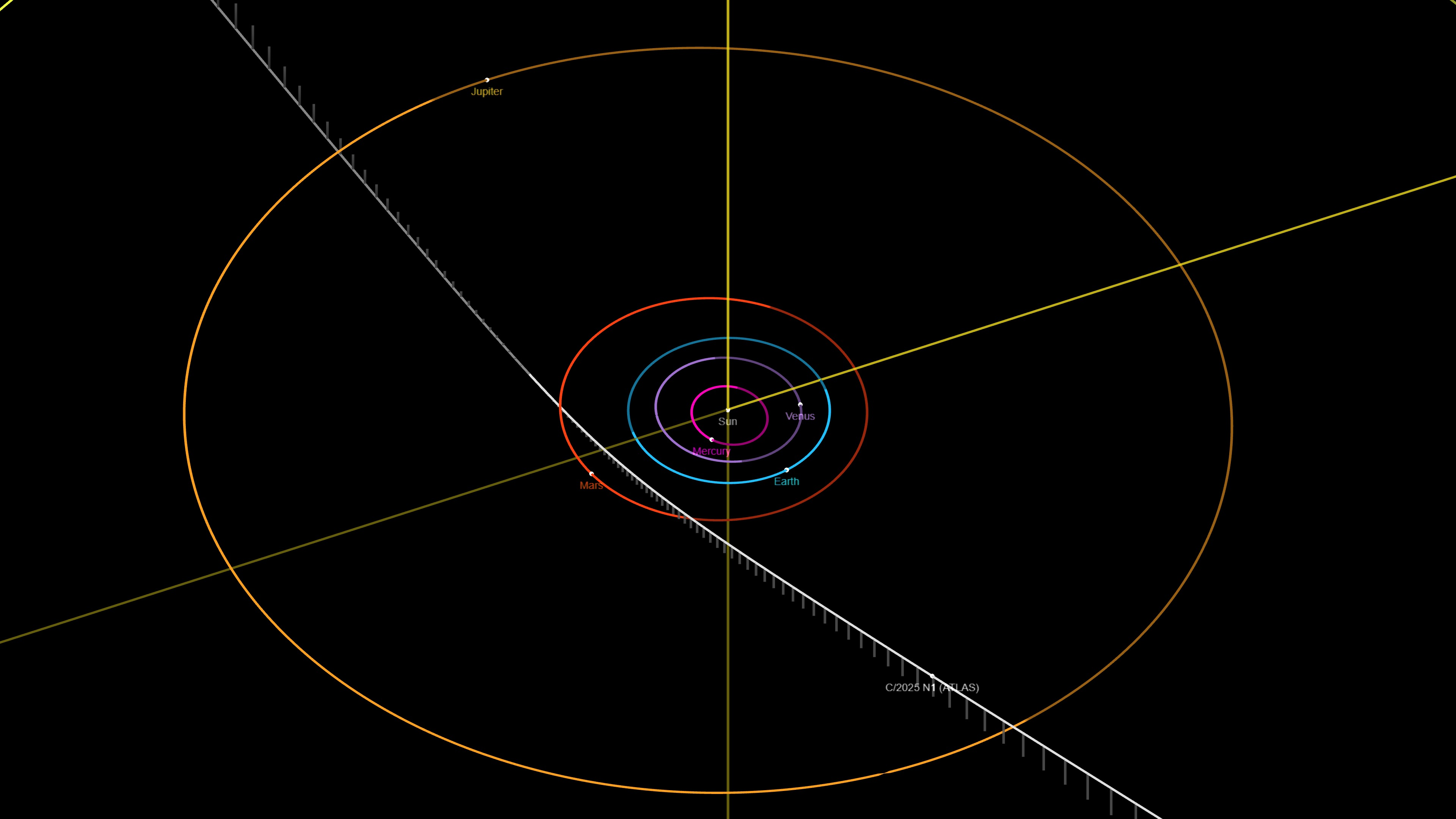
Orbita hiperboliczna 3I/ATLAS (biała) przechodząca przez Układ Słoneczny, z pokazanymi orbitami planet. Zaznaczone są pozycje obiektów z dnia 3 lipca 2025 r.

Kometa porusza się wokół Słońca po nieograniczonej, hiperbolicznej trajektorii z mimośrodem orbity wynoszącym 6,141 ± 0,002.
Według obliczeń NASA do peryhelium kometa dotrze 29 października 2025 r., mijając Słońce w odległości 1,3566 ± 0,0003 au (ok. 203 mln km), w pobliżu orbity Marsa, którego minie wcześniej 3 października 2025 r. w minimalnej odległości około 0,194 au (29,0 mln km). W peryhelium kometa będzie miała prędkość 68 km/s względem Słońca (dla porównania Mars w odległości 1,5 au od Słońca ma prędkość orbitalną 24 km/s). 19 grudnia 2025 r. minie Ziemię w odległości około 1,798 au (269 mln km). 16 marca 2026 r. przejdzie w odległości 0,358 ± 0,003 au (ok. 53 mln km) od Jowisza.

## Obserwacje i charakterystyka fizyczna

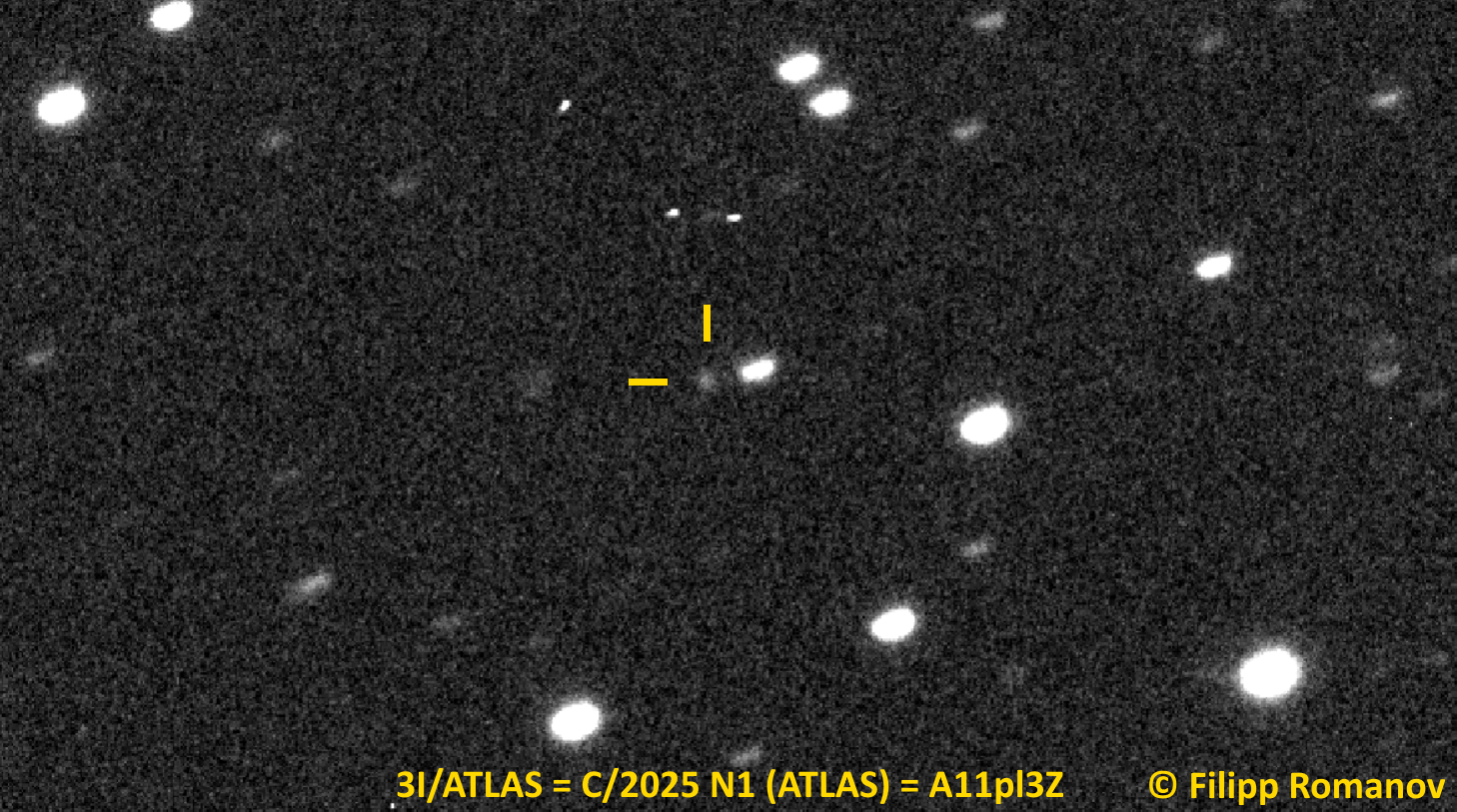
Kometa 3I/ATLAS, wcześniej oznaczona A11pl3Z, sfotografowana zdalnie 2 lipca 2025 r. w Rio Hurtado w Chile

Początkowe obserwacje 3I/ATLAS nie pozwalały określić, czy jest to planetoida czy kometa.
Obserwacje przeprowadzone 2 lipca 2025 r. przez Deep Random Survey (kod obserwatorium X09) w Chile, Discovery Channel Telescope w Obserwatorium Lowella (G37) w Arizonie i Teleskop Kanadyjsko-Francusko-Hawajski (T14) na Mauna Kea wykazały obecność niewielkiej komy i krótkiego warkocza o długości kątowej 3 sekund łuku, co wskazywało, że obiekt jest kometą. Z drugiej strony różni astronomowie, w tym Alan Hale, nie zgłosili żadnych cech kometarnych dla 3I/ATLAS.

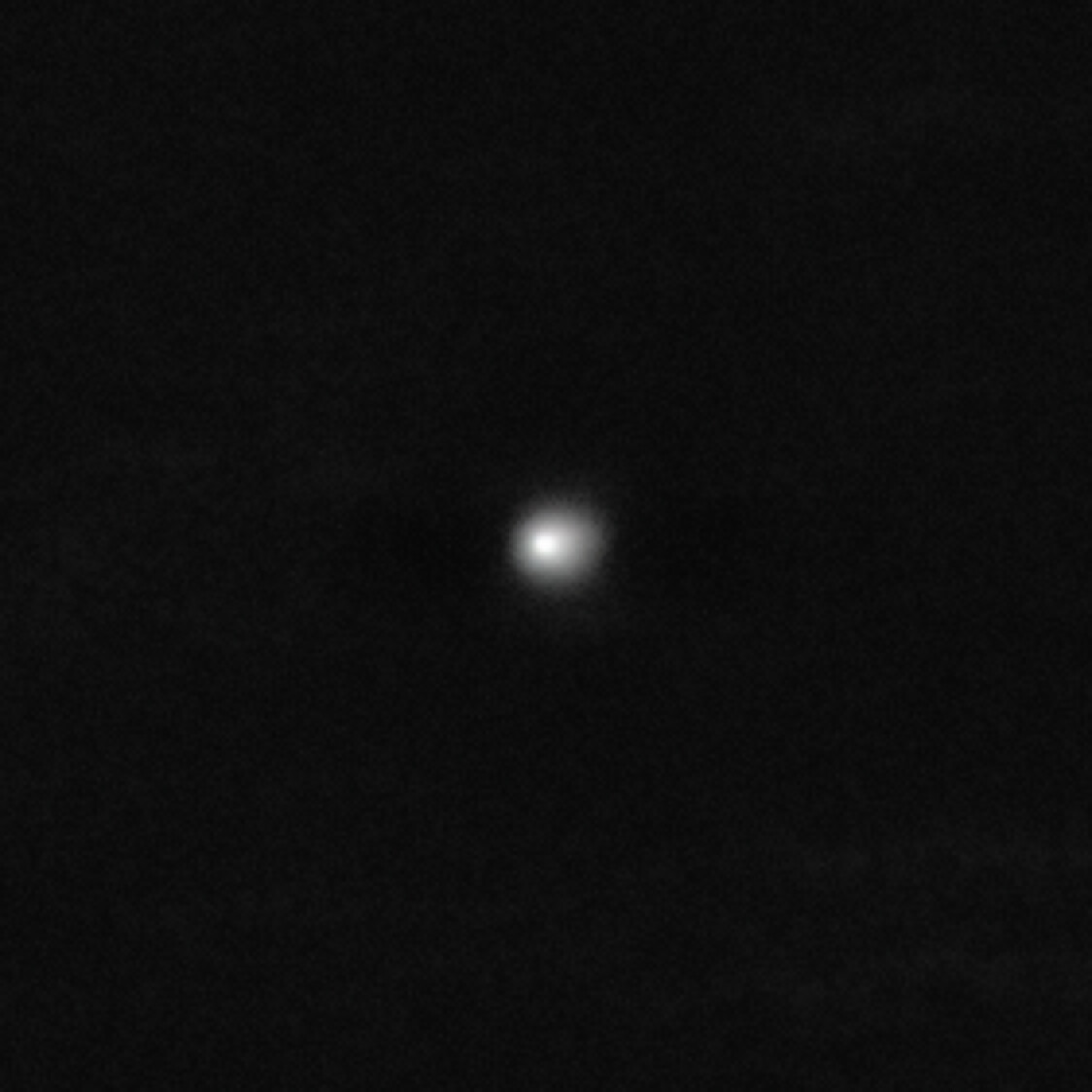
3I/ATLAS sfotografowana 3 lipca 2025 r. przez Very Large Telescope, z widoczną komą (podczas łączenia wielu ujęć w jeden obraz komety zostały usunięte gwiazdy tła).

2 lipca 2025 r. o godz. 21:31 UTC MPC ogłosiło odkrycie komety 3I/ATLAS i nadało jej oznaczenie obiektu międzygwiazdowego „3I”, co oznacza, że jest to trzeci potwierdzony obiekt międzygwiazdowy. MPC nadało również obiektowi 3I/ATLAS oznaczenie komety nieokresowej C/2025 N1 (ATLAS). Do czasu ogłoszenia odkrycia komety 3I/ATLAS MPC zebrało 122 obserwacje komety z 31 różnych obserwatoriów.